# Raión de Krasnodar
El raión de Krasnodar (del ruso: Краснодарский район) fue una división administrativa del óblast del Sudeste, del krai del Cáucaso Norte y del krai de Azov-Mar Negro de la Unión Soviética entre los años 1924 y 1935. Su centro era la ciudad de Krasnodar.

## Historia
El raión fue fundado el 19 de julio de 1924 como parte del ókrug del Kubán del óblast del Sudeste. El 16 de octubre de ese año, el óblast era transformado en el krai del Cáucaso Norte. A inicios de 1925 en el raión estaban integrados 10 selsoviets: Vasiúrinski, Dinski, Yelizavétinski, Kochetinski, Márianski, Novomyshastovski, Pashkovski, Starokórsunski y Stefánovski.
El 11 de febrero de 1927 se añadieron desde el raión de Timashóvskaya los selsoviets Krasnopolianski, Novovelichkovski, Staromyshastovski, y del disuelto raión de Popovicheskaya. Al anularse en 1930 el sistema de ókrugs en la Unión Soviética, paso a estar subordinada directamente del krai, que el 10 de enero de 1934 se convirtió en el krai de Azov-Mar Negro. Durante la reforma de ese año se reorganizaron los selsoviets en seis: Vasiúrinski, Yelizavétinski, Kalíninski, Márianski, Pashkovski y Starokorsunski.
El 20 de diciembre de 1935 el raión de Krasnodar fue anulado, y en su territorio se formó el raión de Márianskaya. La stanitsa Pashkovskaya y el seló Kalinino pasaron a estar subordinados a la ciudad de Krasnodar.